# Djupkun-See (Kotui)
Der Djupkun-See (russisch Озеро Дюпкун, Osero Djupkun) ist ein See am Kotui im Putorana-Gebirge, dem Nordwestteil des Mittelsibirischen Berglands, in der russischen Region Krasnojarsk.

## Geographische Lage
Der Djupkun-See liegt im Mittel etwa 170 km nördlich des nördlichen Polarkreises im Südostteil des Putorana-Gebirges. Er erstreckt sich in Nordwest-Südost-Richtung am Oberlauf des Flusses Kotui, dem rechten Quellfluss der Chatanga. Während er von diesem Fluss und vielen Gebirgsbächen gespeist wird, ist der Kotui sein einziger Abfluss. Der See liegt auf etwa 389 m Höhe. Die Berge in der Seeumgebung sind maximal 1240 m (östlich des südöstlichen Seeteils) hoch. Weder am See noch in seiner Umgebung gibt es Siedlungen.

## Flora und Fauna
An den Ufern des Djupkun-Sees gedeihen boreale Nadelwälder, die Hochlagen der den See umgebenden Berge werden von der Tundra mit ihren Moosen und Flechten bestimmt. Im fischreichen See leben zum Beispiel Barschfische, Hechte und Lachsfische.